# 로그 호라이즌
로그 호라이즌(일본어: ログ・ホライズン)는 일본의 작가 토노 마마레의 라이트 노벨작품이다. 2010년 10월부터 인터넷 소설 투고 사이트「소설가가 되자」에서 연재되었지만, KADOKAWA 엔터브레인에서 시리즈로도 발간되었다. 2013년 10월부터 2014년 3월까지 NHK 교육 텔레비전에서 TV 애니메이션화되어 제1기가 방영되었으며, 같은 해 10월부터 2015년 3월까지 제2기가 방영, 2021년 1월부터 3월까지 제3기가 방영되었다.